# Vista de Egmond aan Zee
View of Egmond aan Zee (em português: Vista de Egmond aan Zee)(c.1650) é uma pintura a óleo do pintor alemão Jacob van Ruisdael. Esta pintura é uma das várias obras da Era de Ouro Holandesa e que agora faz parte da coleção do Museu Nacional de Belas-Artes da Suécia.
Essa pintura foi documentada por Hofstede de Groot em 1911, que escreveu;
| “ | 50. Vista de Egmond aan Zee. A vila não fica muito distante, com o mar ao fundo. A igreja com sua torre quadrangular ultrapassa as casas. No primeiro plano há uma estrada iluminada pelo sol, entre as dunas. Os raios de sol também refletem no mar e num barco a vela à direita. Um céu azul com nuvens. Uma variação de 47. Assinado à esquerda com monograma; painel; 31 centímetros de altura por 35 centímetros de largura. Gravado por L. Lowenstam e R. Norstedt. Presente na coleção de Louisa Ulrica, Rainha da Suécia, onde foi atribuída a Remembrandt. Presente na coleção de Gustavo III, Rei da Suécia. Presente no Museu Nacional de Estocolmo, catálogo 1900, No. 618 | ” |

Essa cena é retratada em muitas outras pinturas que Ruisdael fez de Egmond aan Zee, que ficaram populares devido ao fato de que a população da vila já sabia da erosão que afetava a vila e que tinham se mudado para interior. O coro da igreja já estava em ruinas assim como a torre que passou a ser usada como faról para os barcos. Tempestades já haviam erodido a costa desde a grande enchente de 1570, e em meados do século XVIII a vila finalmente desapareceu entre as ondas. Pelo fato de ter se tornado uma cidade fantasma, ela tem atraído a atenção de turistas. Hoje, até mesmo a cidade modernizada corre risco pelo fato da costa ainda estar se erodindo em direção do este.

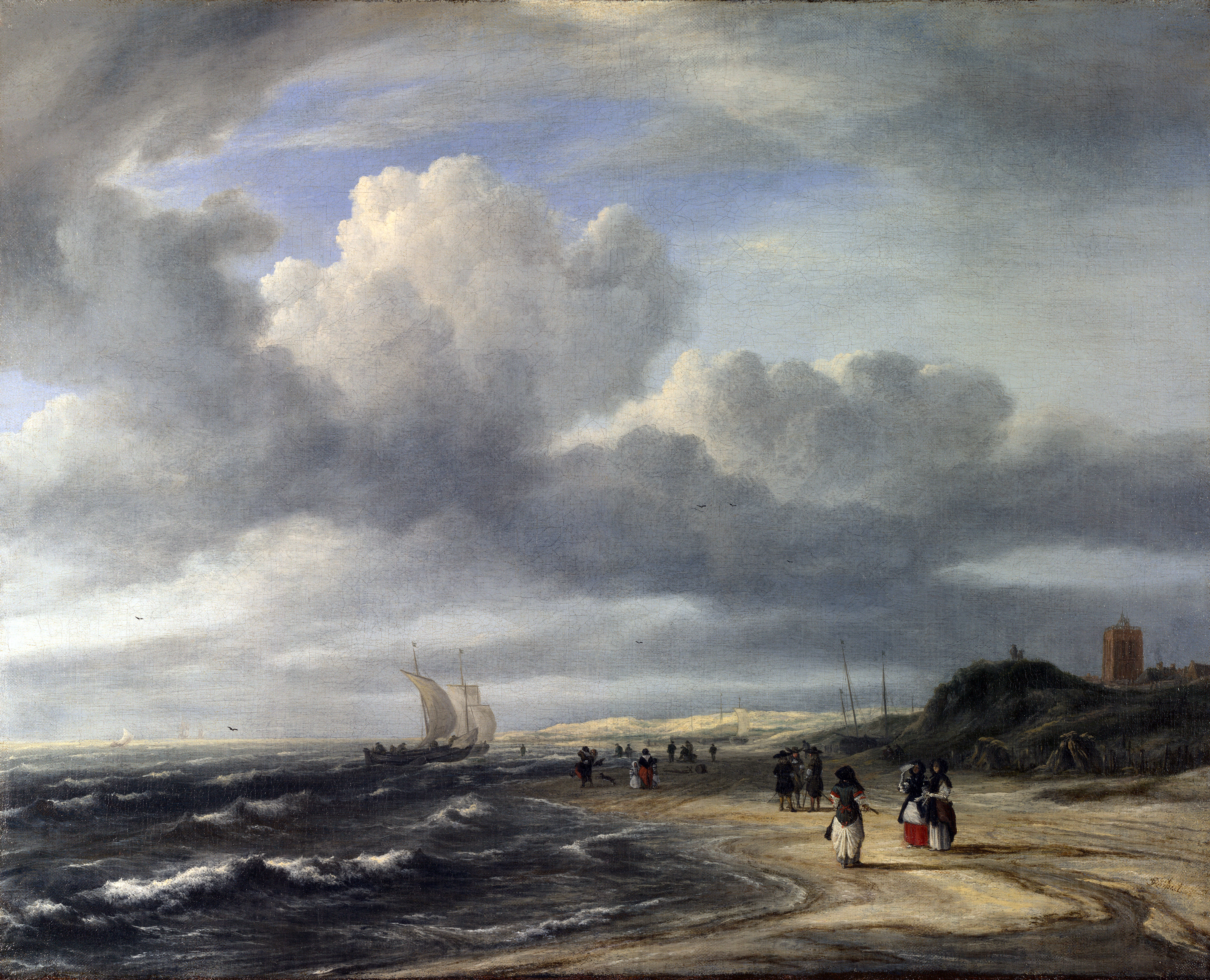
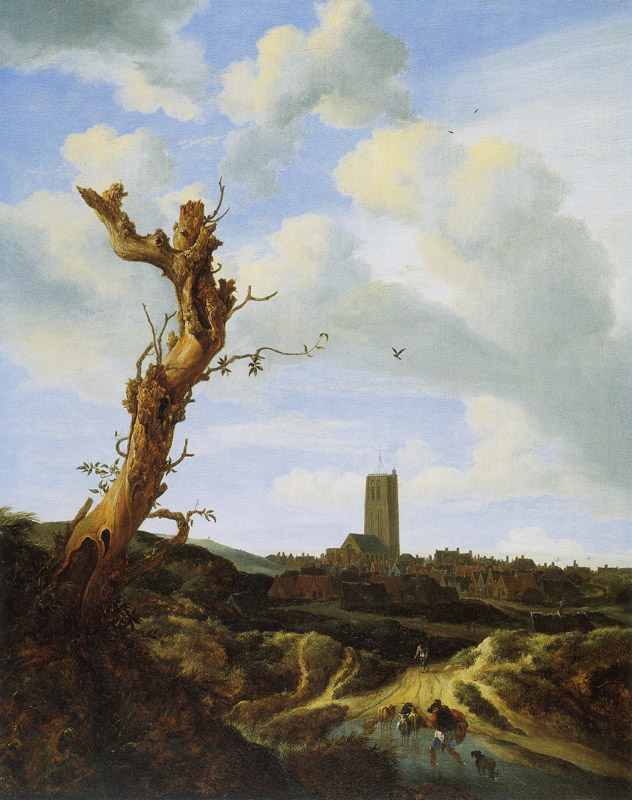
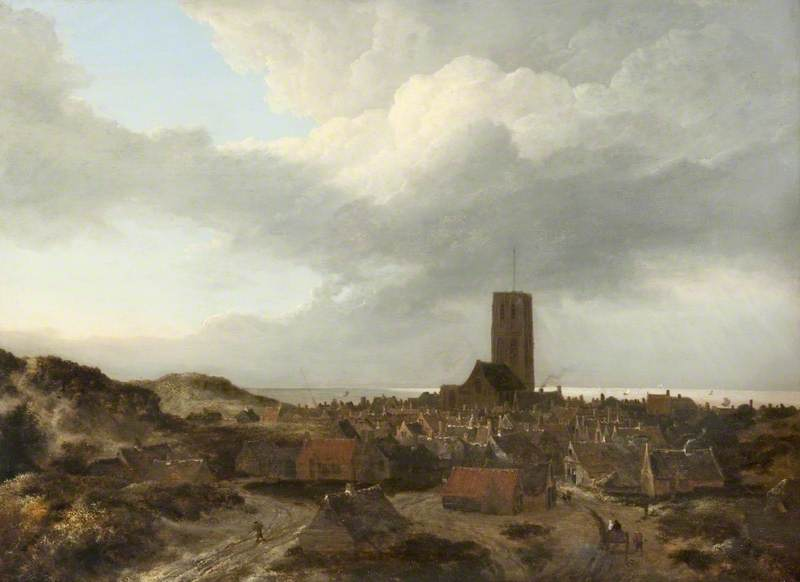